# 日本のインフレーション
本項では、歴史的観点からの日本のインフレーション（にほんのインフレーション）について記述する。
2009年現在から120年前に遡ると日本の物価は約3000倍となっている。

## 元禄のインフレーション
江戸時代の元禄年間、勘定吟味役荻原重秀が、江戸幕府の財政政策による財政赤字増大策として1695年の貨幣改鋳による金銀含有率の引き下げを行った。この改鋳は慶長小判に対し銀を加えて含有金量を2/3とし、通貨量を1.5倍にするというものであった。その結果インフレーションにはなったが、マネーサプライが増えたがゆえに太平下で物資の生産が増えてだぶつき、デフレーションであった経済を立て直したとする見方もある。また当初引替に対し慶長小判100両に対し、元禄小判101両と僅かな増歩しか付けなかったため引替はあまり進捗せず、貨幣流通量の増加が緩やかなクリーピング・インフレであった。
一方で、中国や朝鮮など海外との交易では地金としての価値が重視されたこと、大坂の両替商らの取引においても貨幣の素材価値が意味を失っていなかったことなどから、実質価値がどの程度増大したか、疑問視する見方もある。

## 宝永のインフレーション
1703年には関東諸国に巨大地震である元禄地震、続いて宝永年間の1707年に宝永地震・宝永大噴火と自然災害が相次ぎ、加えて徳川家宣の将軍代替わり、皇居の造営費などと幕府の財政は本格的に慢性的な赤字に転落し、荻原重秀は更なる銀貨の改鋳を建議した。一方で新井白石と家宣は「悪質なものを出せば天譴をうけて天災地変を生ずるおそれがある」と合意して一旦は改鋳の議は中止となる。しかし、重秀は銀座 (歴史)と結託し独断専行で宝永永字丁銀など質を落とした銀貨を相次いで発行し、インフレーションが加速した。
その後、新井白石が幕府の歳出を減らし、正徳 (日本)・享保の改鋳で金銀含有比率を慶長小判の水準に戻してインフレーションを抑制すると、不景気に逆戻りした（正徳の治#正徳金銀の発行、享保丁銀#略史参照）。

## 元文のインフレーション
徳川吉宗の享保の改革においても金銀含有比率を維持するために緊縮財政を続けたが、米などの物価が下落したので、大岡忠相の強い進言により元文の改鋳を行い、金品位を低下させると共に貨幣流通量を増加させ、デフレーションを抑制した。このとき旧金貨（慶長小判、享保小判）100両に対し、元文小判165両の増歩を付けて引替え、かつ改鋳は3年程度で大半が終了するというものであったため、通貨量の急激な増大を伴うギャロッピング・インフレにはなった。しかし景気と幕府の財政は回復し、特に財政は1758年（宝暦8年）には最高の黒字額を記録した。

## 幕末のインフレーション
近世初頭に佐渡金山や土肥金山などでゴールドラッシュがあった日本では、その後の鎖国で貿易量が大幅に減った結果、国内に金が蓄積され、市場の金は比較的豊富だった。幕末の頃でも日本の金銀比価は約1:10と金安で、さらに名目貨幣である一分銀が多く流通していたため擬似金銀比価は約1:5となり、これは金銀比価が約1:15だった当時の欧米列強からは羨望された。
安政五カ国条約で通商が始まると、列強は日本に大量の銀を持ち込み、小判を買い漁った。これを本国で鋳潰して公定価格で売るだけで大儲けができるからである。当時はまだ金銀交換量に制限が設けられていなかったため、これで金の大量流出が起こり、幕府は流出を防ぐため天保小判1枚を3両1分2朱の増歩通用とし、質量が3割弱に激減した万延小判と、さらに含有金量の少ない二分金を多量に発行して通貨価値（購買力平価）は飛躍的に減少した。このためと輸出による物資不足（幕府政令「五品江戸廻送令」）、諸藩の軍備近代化のための輸入増加に伴う通貨流出等の相乗効果で物価が騰貴して、庶民の暮らしは苦しくなった。これが、江戸幕府崩壊の一つの原因と言われている。

## 敗戦直後のインフレーション

### 物価上昇率
日本銀行の調査によれば、1934-1936年の消費者物価指数を1とした場合、1954年は301.8となった。つまり、18年間で物価が約300倍となったことになる。
伊藤正直は、1934-36年卸売物価が、1949年までに約220倍になったとし、1945年の水準からみて1949年に約70倍というハイパーインフレーション となった、としている。

### 概説
第二次世界大戦中の大日本帝国政府の借入金総額は国家財政の約9倍に達していた。戦争中は統制経済と戦時国債の個人購入で資金を吸収することで戦争時のインフレーション傾向を抑えていたが、敗戦でこの仕組みが崩壊し、インフレーション傾向が一気に表面化した。太平洋戦争で約300万人の死者を出し、建物は約25%を失い、生産機械を35%を失い、船舶の80%を失った。戦争による生産設備の破壊により民間の生産力が回復しておらず、また当初は非常に多額の敗戦国戦時賠償が予想されており、また民間設備や資産への復興需要が予想され、あるいは政府が軍発注物資の代金支払いによる通貨の供給過剰などを原因として高率のインフレーションが懸念されていた。日本国政府は当初このインフレリスクに対しては、臨時軍事費の支払を補填するものであり楽観視していたが、日本銀行およびアメリカ合衆国政府は、賠償金の支払いや民間復興需要の点からハイパーインフレーションを懸念していた。
日本国政府は、1945年（昭和20年）12月に預金封鎖と新円切替など立法化し（翌2月に緊急措置）通貨の流通量を強引に減らして物価安定に努めたが、傾斜生産方式による復興政策が始まると、復興金融金庫から鋼産業と石炭鉱業に大量の資金が融資された結果、インフレが発生した（復金インフレ）。インフレーションを抑えるために融資を絞ると生産力が鈍るために、融資を絞ったり拡大したりする不安定な経済状態が続いた。結果的に、1945年10月から1949年4月までの3年6か月の間に消費者物価指数は約100倍となった（公定価格ベース、闇価格は戦中既に高騰していたため戦後の上昇率はこれより低い）。敗戦後のインフレは年率59%であった。1947年のインフレ率は125%となった。
このインフレの原因は、戦前から戦中にかけての戦時国債、終戦後の軍人への退職金支払いなどの費用を賄うために政府が発行した国債の日本銀行の直接引き受けとされている。金本位制を原則としながら1931年から兌換停止とされており国際的な通貨の信任が低下していたこと、戦災により産業基盤や輸送基盤が崩壊していたこと、終戦にともない軍人・軍属・民間人含め約660万人が一斉に帰国を始めたこと、1945年が東北で冷夏による大凶作に見舞われたこと、食糧および石炭・鉱石など物資調達の幾分かを台湾・朝鮮および支那との貿易で調達していたものがすべて停止されたことなどを要因として、日本社会では国内消費需要に対する供給が圧倒的に不足していた。さらに1946年度税収についても租税・印紙税・専売収入が想定されたものの徴収の目途さえ覚束ない状況であった。また1回限りの財産税の実施や戦時補償特別税の実施はインフレ対策や「戦争肥りを許さない」主旨が含まれていたが、預金封鎖を含めこれらの措置はかえってインフレを亢進させた可能性が指摘されている。
第二次世界大戦中に発行した戦時国債は結果としてデフォルトこそしなかったものの、その後戦前比3倍の戦時インフレ（4年間で東京の小売物価は終戦時の80倍）によってほとんど紙屑となった。また、これらインフレーションへの対策の一環として、1946年秋には浮動通貨の吸収を緊急の目的に日本競馬会による競馬が再開されている。
アメリカから大統領特命公使としてデトロイト銀行頭取のジョゼフ・ドッジが派遣され、ドッジ・ラインと呼ばれる経済政策（超均衡予算と復興金融債の復興債発行禁止など）を立案・勧告した。ドッジ・ラインの実施によって、インフレーションからデフレーションに逆に大きく振れる結果となり、物価は安定した ものの資金の引き上げや信用収縮による企業の倒産と失業が増加し、安定恐慌と呼ばれた。朝鮮戦争の勃発により戦時物資や役務の調達に伴う需要が増大し、この特別需要（朝鮮特需）により、生産活動が活発化して景気が上昇し、緩やかなインフレーションに移行した。
1950年前後の消費者物価指数は約15%で、名目経済成長率は30-40%に達し、15%くらいの実質経済成長率が達成されている。
1954年からは高度経済成長が始まり、ゆるやかなインフレーションが進んだ。高度経済成長期は、消費者物価上昇率4-8%のインフレが続いた。1956-1972年のインフレ率は平均で約4.5%であった。

## 狂乱物価のインフレーション
1973年から1974年、および1979年の2回にわたるオイルショックでは石油・同関連品の需給等による一時的に急激なインフレーションが発生、その様は「狂乱物価」とまでいわれた。
総合卸売物価は1973年で15.6%、1974年で31.4%上昇し、消費者物価指数は1973年で11.7%、1974年で23.2%上昇、1974年の実質GDPは-0.2%となった。春闘での賃上げ率は1973年で20%、1974年で33%上昇した。

## バブル期のインフレーション

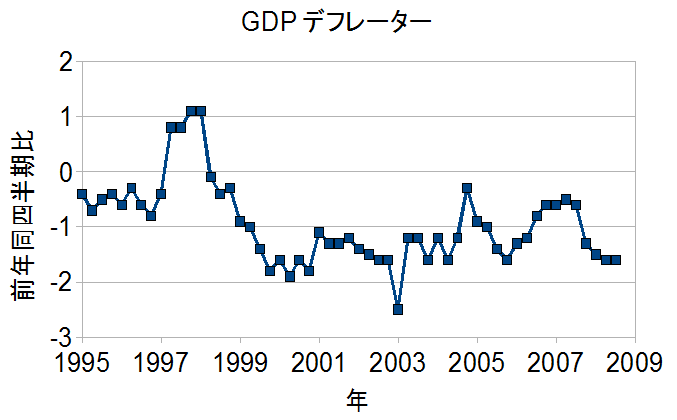
1995年から2008年の日本のGDPデフレーター前年同四半期増加率(%)。

消費者物価指数の年間平均上昇率で、1970年代は9%程度、1980年代は2.4%であった。狂乱物価後、インフレ傾向は弱くなったが、供給に制限のある土地投機に支えられたバブル景気が進んだ結果、資産価値高騰が急激に進行した。1955年度から1990年度までのバブル景気まで、消費者物価の上昇幅は約5倍に留まったのに対し、全国平均の住宅地価は約72倍に上昇した。
その後、大蔵省による総量規制や、三重野康総裁の指導下で、日本銀行が1989年（平成元年）から金利を急激に引き締めたことに起因して、資産インフレが終焉を迎え、バブル崩壊・1992年からは資産デフレが進行した。1999年（平成11年）以降明確にデフレーションに入り、日銀の速水優総裁の下におけるゼロ金利政策解除等の政策とあいまって、デフレ傾向が強化、経済が停滞した（「失われた◯十年」）。
2009年以降、ほぼ水面下で推移していたコアCPIの前年比上昇率は、2013年6月にプラスへとなると月を追うごとに伸び率を高め、2014年1月には1.3%を記録した。

## 平成・令和のインフレーション
2012年-2019年、第2次安倍内閣下の日本銀行はインフレ率2%を目標に掲げた。その期間のインフレ率は2012年で-0.05%、2013年で0.33%、2014年で2.76%、2015年で0.80%、2016年で-0.12%、2017年で0.49%、2018年で0.99%、2019年で0.47%となった。安倍晋三首相は2019年10日午後の衆院予算委員会で、日本経済の現状については「デフレではないという状況をつくりだすことはできたが、デフレ脱却という段階には至っていない」という認識を述べた。
2022年のインフレ率は2.50%、2023年のインフレ率は3.27%となった。